# Hipomenorrea
La hipomenorrea és una menstruació anormalment escassa. És el contrari de la hipermenorrea o menorràgia.

## Consideracions generals
En algunes dones pot ser normal tenir menys sagnat durant el cicle menstrual. El sagnat menstrual lleu pot ser genètic i, si es comprova, es poden trobar mares o germanes amb una disminució del sagnat similar. L'embaràs es pot produir amb normalitat amb aquest flux menstrual disminuït i la incidència d'infertilitat és la mateixa que en dones amb un flux menstrual normal. Una menstruació escassa constitucional probablement pot explicar-se millor per la presència de trastorns inusuals o un insensibilitat relativa de l'aparell vascular endometrial.
D'altra banda, la disminució del flux menstrual és un efecte secundari comú dels mètodes anticonceptius hormonals, com són els anticonceptius orals, els dispositius intrauterins (DIU) que alliberen hormones (com el DIU amb progestagen), els pegats contraceptius o els implants hormonals. El relativament baix contingut d'estrogen de la major part dels anticonceptius hormonals redueix el creixement de l'endometri, i d'aquesta manera es redueix la quantitat d'endometri que es desprèn durant la menstruació. Moltes dones consideren això com un efecte secundari positiu de l'anticoncepció hormonal.
El sagnat menstrual lleu és normal en l'inici i el final de la vida reproductiva, és a dir, just després de la pubertat i abans de la menopausa, ja que l'ovulació és irregular en aquest moment i l'endometri es desenvolupa irregularment.
Una altra causa de la hipomenorrea és l'absència d'ovulació deguda a un nivell baix d'hormona tiroidal, o nivells alts de prolactina, insulina, androgen, o problemes de regulació d'altres hormones.
Tot i que aquestes són causes comunes, la hipomenorrea és, però, tècnicament, una anormalitat del flux menstrual, i l'existència d'altres problemes mèdics subjacents han de ser descartats per un metge.

## Trastorns que causen hipomenorrea
- Síndrome d'Asherman (o adherències intrauterines): Pot desenvolupar com a únic símptoma aparent hipomenorrea o amenorrea. La quantitat de dèficit de flux menstrual està estretament relacionada amb l'extensió de les adherències.[5]

- Mida reduïda de l'úter: Ja que la superfície de sagnat és més petita del que és normal. Pot aparèixer quan la cavitat endometrial s'ha reduït degut a una miomectomia o una altra operació quirúrgica de l'úter. Poques vegades apareix per hipoplàsia (menor nombre de cèl·lules) uterina, ja que aquesta normalment es deu a una menor activitat hormonal dels ovaris i dona lloc a menstruacions infreqüents (oligomenorrea) en lloc d'escasses.

- Factors nerviosos i emocionals: Els factors psicògens, com ara l'estrès produït pels exàmens, o una excitació excessiva deguda a un proper esdeveniment, poden causar hipomenorrea. Aquests factors suprimeixen l'activitat dels centres del cervell que estimulen els ovaris durant el cicle menstrual, produint-se una reducció de la producció d'hormones (estrogen i la progesterona) als ovaris.

- Baix nivell de greix corporal: L'excés d'exercici o una dieta de xoc poden causar períodes menstruals escassos si la proporció de greix corporal cau per sota de cert nivell. També pot causar una total absència de períodes o amenorrea.[6]

## Diagnòstic
- Anàlisi de sang: La major part de les causes comunes de la disminució del flux de sang durant la menstruació poden detectar-se mitjançant una anàlisi de sang. Les proves sobre els nivell d'hormones com ara de l'hormona fol·liculoestimulant, de l'hormona luteïnitzant, d'estrogen, de prolactina i d'insulina són importants. En la síndrome d'ovari poliquístic es presenten alts nivells d'insulina i d'androgens.
- Ecografia: Amb una ecografia es pot diagnosticar el grossor de l'endometri, la mida dels ovaris, el creixement dels fol·licles, l'ovulació i possibles anormalitats.
- Altres proves: Proves com la dilatació i curetatge o la ressonància magnètica són necessàries de vegades per a determinar la causa de la hipomenorrea.

## Tractament
- Llevat que es trobi una anomalia causal significativa no és necessari més tractament que la reconfirmació. En cas contrari, el tractament es determina pel diagnòstic de qualsevol anomalia causal significativa.